# World League di pallavolo
La World League è stata una competizione pallavolistica per squadre nazionali organizzata dalla FIVB e si è svolta con cadenza annuale dal 1990 al 2017, sostituita, a partire dal 2018, dalla Volleyball Nations League.

## Edizioni
| Edizione      | Edizione       | Podio       | Podio               | Podio               |
| Anno          | Organizzatore  | Campione    | Seconda             | Terza               |
| ------------- | -------------- | ----------- | ------------------- | ------------------- |
| 1990 Dettagli | Osaka          | Italia      | Paesi Bassi         | Brasile             |
| 1991 Dettagli | Milano         | Italia      | Cuba                | Unione Sovietica    |
| 1992 Dettagli | Genova         | Italia      | Cuba                | Stati Uniti         |
| 1993 Dettagli | San Paolo      | Brasile     | Russia              | Italia              |
| 1994 Dettagli | Milano         | Italia      | Cuba                | Brasile             |
| 1995 Dettagli | Rio de Janeiro | Italia      | Brasile             | Cuba                |
| 1996 Dettagli | Rotterdam      | Paesi Bassi | Italia              | Russia              |
| 1997 Dettagli | Mosca          | Italia      | Cuba                | Russia              |
| 1998 Dettagli | Milano         | Cuba        | Russia              | Paesi Bassi         |
| 1999 Dettagli | Mar del Plata  | Italia      | Cuba                | Brasile             |
| 2000 Dettagli | Rotterdam      | Italia      | Russia              | Brasile             |
| 2001 Dettagli | Katowice       | Brasile     | Italia              | Russia              |
| 2002 Dettagli | Belo Horizonte | Russia      | Brasile             | Jugoslavia          |
| 2003 Dettagli | Madrid         | Brasile     | Serbia e Montenegro | Italia              |
| 2004 Dettagli | Roma           | Brasile     | Italia              | Serbia e Montenegro |
| 2005 Dettagli | Belgrado       | Brasile     | Serbia e Montenegro | Cuba                |
| 2006 Dettagli | Mosca          | Brasile     | Francia             | Russia              |
| 2007 Dettagli | Katowice       | Brasile     | Russia              | Stati Uniti         |
| 2008 Dettagli | Rio de Janeiro | Stati Uniti | Serbia              | Russia              |
| 2009 Dettagli | Belgrado       | Brasile     | Serbia              | Russia              |
| 2010 Dettagli | Córdoba        | Brasile     | Russia              | Serbia              |
| 2011 Dettagli | Danzica        | Russia      | Brasile             | Polonia             |
| 2012 Dettagli | Sofia          | Polonia     | Stati Uniti         | Cuba                |
| 2013 Dettagli | Mar del Plata  | Russia      | Brasile             | Italia              |
| 2014 Dettagli | Firenze        | Stati Uniti | Brasile             | Italia              |
| 2015 Dettagli | Rio de Janeiro | Francia     | Serbia              | Stati Uniti         |
| 2016 Dettagli | Cracovia       | Serbia      | Brasile             | Francia             |
| 2017 Dettagli | Curitiba       | Francia     | Brasile             | Canada              |

## Medagliere
| Pos. | Squadra                               | 1º posto | 2º posto | 3º posto | Totale |
| ---- | ------------------------------------- | -------- | -------- | -------- | ------ |
| 1    | Brasile                               | 9        | 7        | 4        | 20     |
| 2    | Italia                                | 8        | 3        | 4        | 15     |
| 3    | Russia                                | 3        | 5        | 6        | 14     |
| 4    | Stati Uniti                           | 2        | 1        | 3        | 6      |
| 5    | Francia                               | 2        | 1        | 1        | 4      |
| 6    | Cuba                                  | 1        | 5        | 3        | 9      |
| 6    | Jugoslavia Serbia e Montenegro Serbia | 1        | 5        | 3        | 9      |
| 8    | Paesi Bassi                           | 1        | 1        | 1        | 3      |
| 9    | Polonia                               | 1        | -        | 1        | 2      |
| 10   | Canada                                | -        | -        | 1        | 1      |
| 10   | Unione Sovietica                      | -        | -        | 1        | 1      |